# Traudl Junge
Traudl Junge, nascida Gertraud Humps (Munique, 16 de março de 1920 — Munique, 11 de fevereiro de 2002), foi a última secretária pessoal de Adolf Hitler entre 1942 e 1945, tendo fornecido muitas informações documentando a vida do "Führer" para fins de registro histórico.
Em 1942 foi a uma entrevista de emprego na famosa Wolfsschanze ("Toca do Lobo"), o centro do planejamento militar nazista (localizado na Polônia). Hitler escolheu-a sobretudo por ela ser originária de Munique, sua cidade alemã preferida e em certa forma o seu "lar". Em 1945, ela se mudou permanentemente para o Führerbunker, onde ficou até o término da Batalha de Berlim. Junge escreveu o testamento político de Hitler pouco antes dele se suicidar. Após o fim da guerra, foi detida pelos soviéticos e depois pelos americanos, antes de se mudar para a Alemanha Ocidental, onde passaria o resto da vida.
No pós-guerra, foi ainda coautora, com Melissa Müller, de Bis zur letzten Stunde ("Até a Última Hora"), publicado no Brasil pela Ediouro, com o título Até o Fim — os últimos dias de Hitler contados por sua secretária, livro em que relata sua vida como secretária do ditador alemão. Em Portugal, foi publicado pela Dinalivro com o título "Até ao Fim: Um Relato Verídico da Secretária de Hitler".
Traudl Junge morreu no dia 11 de fevereiro de 2002, em Munique, aos 81 anos. Seu corpo encontra-se sepultado em Nordfriedhof Muenchen, Munique, Baviera, na Alemanha.